# Neomochtherus soleus
Neomochtherus soleus är en tvåvingeart som beskrevs av Tsacas 1968. Neomochtherus soleus ingår i släktet Neomochtherus och familjen rovflugor. Inga underarter finns listade i Catalogue of Life.